# ۴۴۹ (پیش از میلاد)
۴۴۹ (پیش از میلاد) ۴۴۹مین سال قبل از تقویم میلادی است.